# Czarny Potok (dopływ Dunajca)
Czarny Potok – potok, lewy dopływ Dunajca (Jeziora Czchowskiego).
Źródła potoku znajdują się na wysokości około 350 m między wzgórzami Będzieszyna (362 m) i Pęcherska Góra (363 m). Spływa w południowo-wschodnim kierunku, a jego dolina oddziela grzbiety tych wzgórz. W Czchowie uchodzi do Jeziora Czchowskiego na wysokości 224,5 – 233 m (w zależności od poziomu wody w tym sztucznym zbiorniku wodnym).
Cała zlewnia Czarnego Potoku znajduje się na Pogórzu Wiśnickim w obrębie miejscowości Będzieszyna i Czchów.